# برندورف (راینلاند-فالتس)
برندورف (به آلمانی: Berndorf) یک شهر در آلمان است که در فولکانایفل واقع شده‌است. برندورف ۵۳۹ نفر جمعیت دارد.